# (38562) 1999 VG139
1999 VG139 (asteroide 38562) é um asteroide da cintura principal. Possui uma excentricidade de 0.06978240 e uma inclinação de 5.23865º.
Este asteroide foi descoberto no dia 10 de novembro de 1999 por Spacewatch em Kitt Peak.